# Trinidad Gallego Prieto
Trinidad Gallego Prieto (Madrid, 28 d'octubre de 1913 - Barcelona, 9 de novembre de 2011) va ser una infermera i llevadora titulada universitària, militant comunista i republicana, va ser una de les llevadores més durament perseguides per la dictadura franquista. Amb la finalitat de transmetre la seva experiència a les joves de les noves generacions i contribuir al fet que la història no quedés en l'oblit, va formar part del grup de dones que, el 1997 van constituir l'Associació Les Dones del 36. El seu testimoniatge oral forma part de la col·lecció Fons oral Dones del 36 que es conserva en l'Arxiu Històric de la Ciutat de Barcelona.
Trinidad Gallego Prieto va néixer a Madrid el 28 d'octubre de 1913, en una casa per pisos del carrer Serrano (Madrid) en la qual, a més dels pisos de veïns, hi havia dues escoles, una privada en la primera planta i una pública, dependent de l'Ajuntament, en la segona. Trinidad, va viure "damunt d'ells", amb la seva mare, costurera i la seva àvia, en l'habitatge-habitació que corresponia al servei de porteria que regentava Trinidad Mora Fredes, àvia de Trinidad Gallego.
Després de l'escola va estudiar taquigrafia, mecanografia i francès en una Acadèmia de l'Ajuntament de Madrid. Va treballar en la Cambra de Comerç anglesa i en un dels més elegants salons de te. Va estudiar infermeria en la modalitat de lliure i va obtenir el seu títol universitari en 1934. El 1935 es va afiliar al PCE. El 1936 va formar el Comitè d'Infermeres Laiques, amb el qual va protestar contra el monopoli d'adjudicació de places d'hospital per part dels ordes religiosos femenins.
El 18 de juliol de 1936 el PCE li va encarregar la missió d'organitzar un comitè del Front Popular de l'Hospital Clínic de Madrid, Sant Carles i un hospital de sang. Treballaven amb molt poc material per poder fer les cures i amb escassetat de medicaments sobretot antibiòtics. Per pal·liar la manca de personal va demanar voluntàries, moltes de les dones que s'hi van presentar venien de les fàbriques i del camp, tenien molta voluntat però pocs coneixements sanitaris. Durant la guerra va treballar en diverses sales d'operacions allà on la va destacar el seu partit fins a ser assimilada a alferes en 1938.
En acabar la guerra va ser detinguda i empresonada juntament amb la seva mare i la seva àvia a la presó de Ventas. Aquesta detenció de grups familiars és una de les característiques de les detencions femenines del bienni de la victòria. Condemnades a mort, els va ser commutada la pena per la de 30 anys de presó, pel delicte d'adhesió a la rebel·lió militar. A la presó de Ventas van coincidir amb María de la Purificación de la Aldea, Catalina Mayoral Arroyo i altres llevadores i infermeres, antigues funcionàries del Cos de presons republicà.
Davant les condicions higièniques sanitàries de la presó, i malgrat les instruccions del partit entorn de no treballar a la presó, el grup d'internes amb formació en infermeria, cuina, etc, es van organitzar de manera que, amb tota classe de trucs, van aconseguir que les condicions higièniques i sanitàries milloressin i, amb això, es reduís l'índex de mortalitat. Donada la seva condició de llevadora titulada, Trinidad va ser traslladada amb la seva mare i àvia a la presó d'Amorebieta. En 1941 es van revisar les seves sentències i les tres van ser posades en llibertat, bandejades a Alacant. Allí Trinidad Gómez va ser detinguda una altra vegada per un delicte comès en 1936. Va complir condemna a la presó de Ventas, des d'on va ser traslladada a la Presó Maternal de Madrid on va exercir la tasca de llevadora. Va ser alliberada en 1943 i volta a detenir en 1946, va complir condemna a Jaén. Va sortir en llibertat en 1949. La seva àvia i la seva mare ja havien mort.
En 1996 va rebre juntament amb altres dones que havien lluitat per defensar la República en la guerra i en la dictadura, l'homenatge que la Librería de Mujeres de Madrid va decidir organitzar per a celebrar el 65è aniversari de la proclamació de la Segona República

## Associació Les Dones del 36

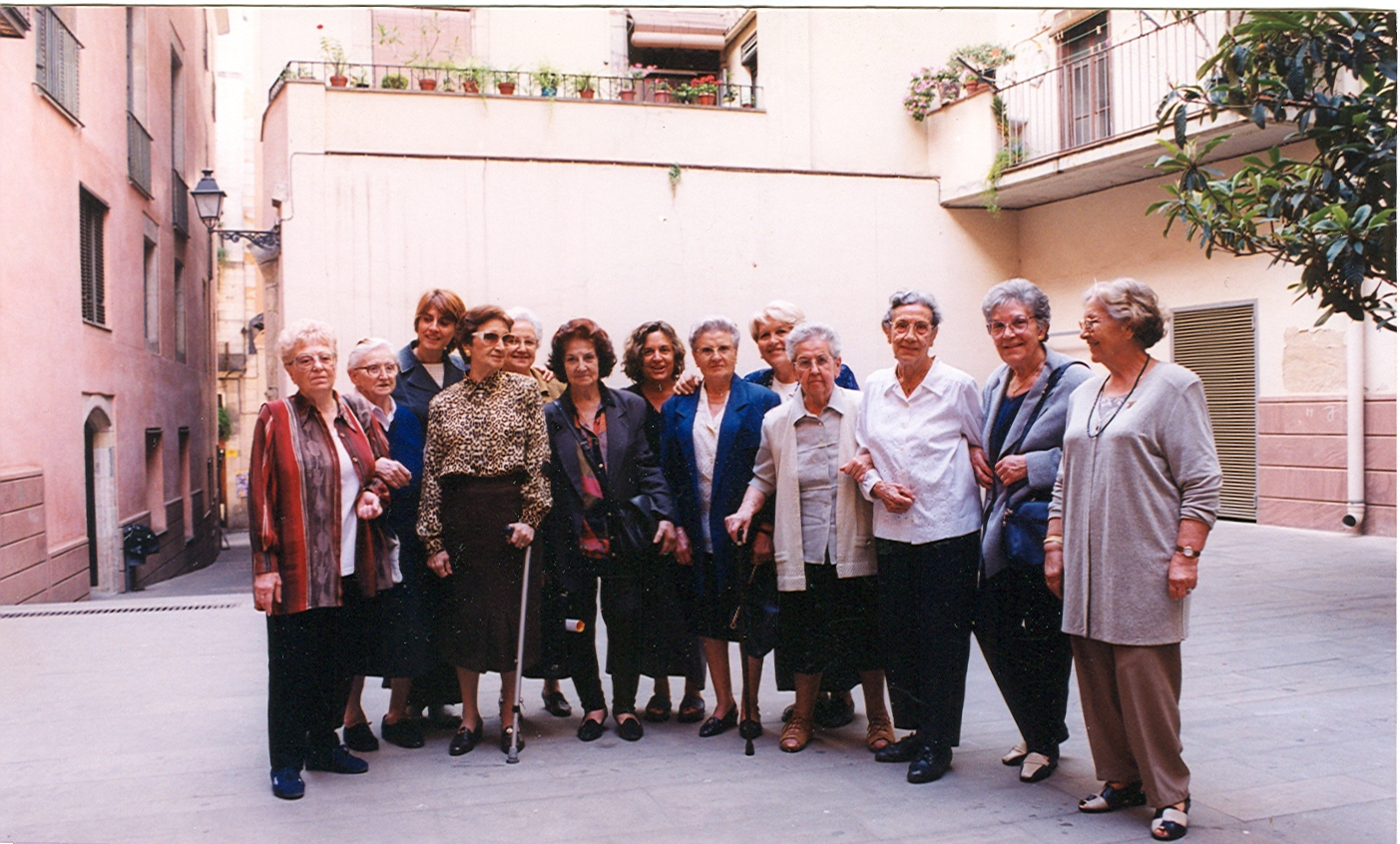
Les Dones del 36

En 1997, Trinidad al costat d'un grup de dones majors de 80 anys, van constituir l'Associació Les Dones del 36 amb la finalitat de recordar a les noves generacions que els avanços polítics i socials dels quals avui gaudeix la dona daten d'una lluita que es fa patent en 1931 amb l'adveniment de la República. I així mateix, per a intentar que la història no caigui en l'oblit.
Durant els deu anys que va durar l'associació, van dur a terme 179 xerrades en instituts, 35 en universitats, 185 entrevistes personals, a més d'intervencions en programes de ràdio, documentals, etc.
L'associació es va dissoldre l'any 2006 donada l'edat avançada de les associades.

## El seu testimoniatge va quedar recollit
- Tomasa Cuevas, "La comadrona” en Testimonios de mujeres en las cárceles franquistas (2004)
- J.L. Martín Ramos i Gabriel Pernau, en Els veus de la pres. Històries viscudes per 36 lluitadors antifranquistes (2003)
- Llum Quiñonero en Nosotras perdimos la paz (2005)
- Isabel Olesti en Nou dons i una guerra (2005).
- Sofia Moro en Ellos y nosotros (2006)

### Fons oral
El testimoniatge oral de Trinidad va ser recollit, juntament amb el de vuit dones més, per la historiadora Mercedes Vilanova i l'antropòloga Mercedes Fernández Martorell. El material va ser donat, en 1997, a l'Arxiu Històric de la Ciutat de Barcelona i, des de llavors, és una de les col·leccions que es conserven i pot ser consultat en la secció Fons oral, concretament és la col·lecció Fons oral Dones del 36.
També podem trobar el seu testimoni al fons personal de Tomasa Cuevas Gutiérrez, també a l'Arxiu Històric de la Ciutat de Barcelona, juntament amb el de 83 dones més que foren represaliades pel franquisme durant la postguerra. L'Arxiu en rebé la donació l'any 1985.